# Paul Blaschke
Paul Wilhelm Blaschke (* 24. Mai 1885 in Hultschin; † 11. März 1969 in Anholt) war ein deutscher Theologe und Musiker. Er war Domkapellmeister und Geistlicher Rat in Breslau und Päpstlicher Geheimkämmerer.

## Leben
Er wurde in Hultschin als Sohn des Schuhmachers Richard Blaschek und seiner Frau Antonia Kalischek in eine Ackerbürger- und Handwerkerfamilie hinein geboren. Die ersten musikalischen Anregungen empfing er in seiner musikalischen Familie und in der Schule und Kirche seiner Heimatstadt. Nach seinem älteren Bruder Richard Blaschek wurde er in der Karwoche 1898 als Dompfeifer ohne Prüfung vom Domkapellmeister Max Filke in Breslau angenommen und besuchte die dortige höhere Schule. Nach dem Abitur studierte Blaschke, wie zwei seiner Brüder, Theologie und wurde am 17. Juni 1909 im Breslauer Dom zum Priester geweiht.
Nach anfänglichen Jahren als Kaplan an St. Mauritius, Breslau, nahm er am Ersten Weltkrieg als Feldgeistlicher einer schlesischen Landwehr teil. Nach Kriegsende wurde er zum Domvikar in Breslau ernannt. Schon vor und besonders nach dem Krieg setzte er seine Musikstudien fort: beim Organisten der Kreuzkirche Emil Bohn erlernte er das Orgelspiel, beim Konzertmeister des Theaters in Breslau das Violinespiel, beim Domkapellmeister Siegfried Cichy Komposition, in der Erzabtei Beuron den Gregorianischen Choral und beim Ordinarius für Musikwissenschaft der Universität Breslau Max Schneider studierte er und wurde in Musikwissenschaften promoviert. Im Oktober 1925, als Blaschke die musikwissenschaftliche Promotion gerade abgeschlossen hatte, starb der Domkapellmeister Cichy. Das Domkapitel wählte darauf Blaschke zum Nachfolger. Am Fest Kirchweihe der Kathedrale 1925 trat der damals 40-jährige Paul Blaschke die Stelle des Domkapellmeisters der ausgedehnten Diözese Breslau an.
Für zwei Jahrzehnte durfte er das Amt ausüben und erst durch die nationalsozialistische Regierung und den Zweiten Weltkrieg wurde seine Arbeit sehr eingeschränkt. Nach der Machtergreifung wurde die bisherige erfolgreiche Zusammenarbeit mit dem Breslauer Rundfunk nicht fortgesetzt, nach Kriegsbeginn musste das Domorchester wegen der hohen Kriegsabgaben der Erzdiözese stark eingeschränkt werden und Anfang Mai 1944 mussten die Singknaben des Domchors mit den anderen Schülern Breslau verlassen. Eine Ausnahmegenehmigung für seinen Chor wurde verweigert und so führte er die Dommusik mit den verbliebenen Männerstimmen und mit Frauenstimmen der benachbarten Pfarreien St. Maria und St. Michael weiter.
Die Leitung der Musik zur Beerdigung von Kardinal Adolf Bertram im Juni 1945 im sudeten-schlesischen Jauernig war Blaschkes letzte Amtshandlung als Domkapellmeister. Die von Blaschke vertonte Antiphon In pace in idipsum dormiam sang der Kirchenchor von Jauernig unter seiner Leitung.
Nach seiner Ausweisung aus dem polnischen Breslau nahm ihn das Bistum Münster auf. Am 6. September 1946 wurde er als Aushilfe in Vechta als Pfarrer zu St. Peter in Oldenburg, Darfeld und als Hausgeistlicher im St.-Augusta-Hospital in Isselburg-Anholt eingesetzt, wo er auch verstarb. Beigesetzt wurde er auf dem Zentralfriedhof in Münster.

## Werk
Zu seinen Aufgaben als Domkapellmeisters gehörte der Unterricht in gregorianischem Choral in Theologenkonvikt und Priesterseminar. Die Aufführungsverzeichnisse seiner 20-jährigen Amtszeit konnte er retten und wurden 1969 und 1971 im Archiv für schlesische Kirchengeschichte publiziert. Öffentliche Rundfunksendungen und Aufführungen im Breslauer Konzerthaus machten die Leistungsfähigkeit des Domchors bekannt. Die Darbietungen bei der 26. Generalversammlung des Allgemeiner Cäcilien-Verband für Deutschland im Oktober 1935 wurde sein persönlich größter Erfolg. Der Breslauer Domchor gehörte seitdem zu den besten deutschen Kathedralchören.
Er selbst komponierte 6 Messen, 1 Requiem, mehrere Gradualien und Offertorien sowie schlichte Fronleichnamsgesänge für das Kriegsjahr 1943.
- Oktober 1943, Trebnitz: Missa in honorem Sctae Hedwigis ex G.[2]
- 1955 Groß-Königsdorf, Köln: In pace, Chor-Part.
- 1953 Groß-Königsdorf, Köln: Hirtenlied, Chor-Part.
- 1955 Groß-Königsdorf, Köln: Crux fidelis!, Chor-Part.
- 1955 Luzern: Maria, du Reine
- 1955 Luzern: Maria, du schönste

Es gelang ihm, bei seiner Ausreise musikhistorisch wichtige Werke in den Westen mitzuführen und dort bekannt zu machen: z. B.
- Transeamus usque Bethlehem

Seine eigenen Veröffentlichungen waren u. a.:
- Blaschke, Paul: Der Choral in Heinrich Isaaks Choralis Constantinus: Ein Beitrag zur Geschichte der Cantus Firmus-Technik; Breslau, Schlesische Volkszeitung, 1926.
- Blaschke, Paul: Transeamus. Schlesischer weihnachtlicher Hirtengesang; in: Schlesien 6. Jg., Nürnberg 1961, S. 200 f.
- Blaschke, Paul: Musik des Breslauer Domchores 1925 bis 1934. 1969